# Dybów-Kolonia
Dybów-Kolonia – wieś w Polsce położona w województwie mazowieckim, w powiecie wołomińskim, w gminie Radzymin. Wieś leży przy drodze ekspresowej S8 (obwodnica Radzymina i Obwodnica Marek).

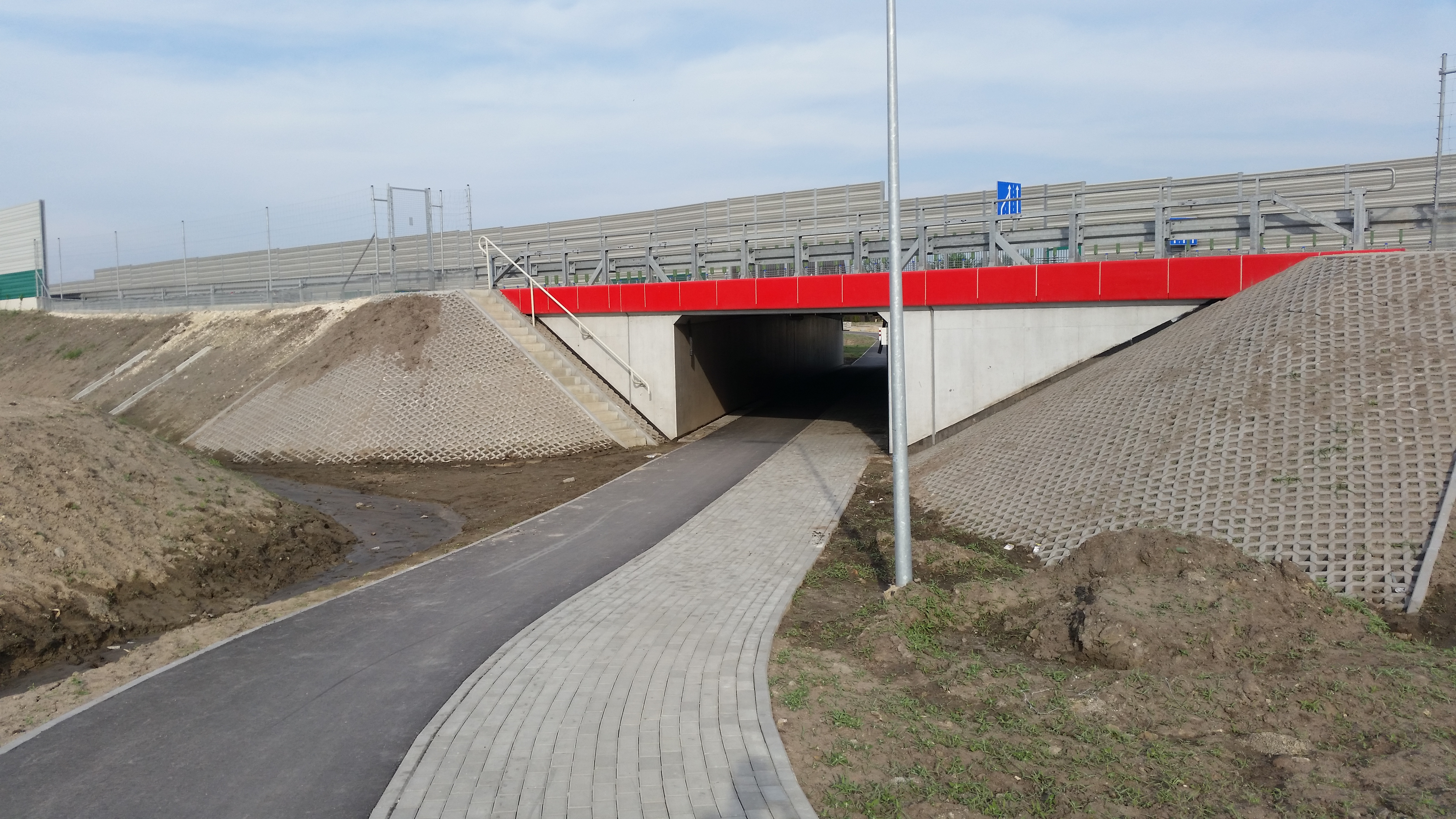
Przejście pod drogą ekspresową nr 8 przy północno-zachodniej granicy wsi. Łączy ulicę Kasztanową w Dybowie-Kolonii z ulicą Słowackiego w Radzyminie.

W latach 1975–1998 miejscowość administracyjnie należała do województwa warszawskiego.
Wierni Kościoła rzymskokatolickiego należą do parafii św. Jana Pawła II w Radzyminie.